# Фридрих Торберг
Фридрих Торберг (Беч, Алзергрунд, 16. септембар 1908 – Беч, 10. новембар 1979) је псеудоним Фридриха Кантора, аустријског писца.

## Биографија
Радио је као критичар и новинар у Бечу и Прагу до 1938. године, када га је јеврејско порекло приморало да емигрира у Француску, а касније, након што га је њујоршки ПЕН-клуб позвао као једног од „Десет истакнутих немачких антинацистичких писаца “ (заједно са Хајнрихом Маном, Францом Верфелом, Алфредом Доблином, Леонардом Франком, Алфредом Полгаром и другима) у Сједињене Државе, где је радио као сценариста у Холивуду, а затим за часопис Тајм у Њујорку. Године 1951. вратио се у Беч, где је почео да пише за бечке новине Ди Пресе, за радио станицу под контролом Американаца Црвено-бело-црвено и за минхенске новине Зидојче цајтунг. Писао је и наступао активно на позицијама антикомунизма. Торберг је најпознатији по својим сатиричним списима у фикцији и публицистици, као и по преводима на немачки прича Ефраима Кишона, које остају стандардна немачка верзија Кишоновог дела.
Торберг се заузимао за младе књижевне таленте, као што су Петер Хандке и Бригите Швајгер.
У Бечу је живео од 1951. до краја живота 1979. године, када је сахрањен у Средишњем бечком гробљу.

## Изабрана дела
- Ученик Гербер је апсолвирао (1930). Овај полуаутобиографски роман прича о гимназијалцу под угњетавањем учитеља тиранина). Каснија издања носила су скраћени наслов Ученик Гербер, под којим је роман данас опште познат.[3]
- … и верујем да је то била љубав (1932)
- Сускинд од Тримберга. Roman. Fischer, Frankfurt am Main (1972)  3-10-079002-2 (фиктивна биографија)[4]
- Тетка Јолеш или пад Запада у анегдотама (1975). Збирка забавних, али горко-слатких анегдота о животу Јевреја и личностима у пренацистичком Бечу, Прагу, и емиграцији.[5] Превод Марије Поглич Бауер и Сонате Харт: Maria Poglitsch Bauer and Sonat Hart, Ariadne Press, (2008)  978-1-57241-149-4.
- Наследници тетке Јолеш (1978)